# Arms
Arms is een computerspel dat is ontwikkeld en uitgegeven door Nintendo voor de Nintendo Switch. Het vechtspel is uitgebracht op 16 juni 2017.

## Beschrijving
Het spel onderscheidt zich van traditionele vechtspellen doordat men op lange afstand gevechten aangaat. De speler bestuurt een personage met verlengbare armen in een driedimensionale arena. De personages kunnen met deze uitrekbare armen stoten, gooien, blokkeren en ontwijken. Er zijn in totaal 15 speelbare personages in het spel, vijf hiervan zijn beschikbaar als downloadbare inhoud.

## Ontvangst
| Recensiescore             | Recensiescore |
| Recensieverzamelaar       | Score         |
| ------------------------- | ------------- |
| Metacritic                | 77%           |
| Publicist                 | Score         |
| Destructoid               | 7             |
| Electronic Gaming Monthly | 8,5           |
| Famitsu                   | 33/40         |
| Game Informer             | 8,25          |
| GameSpot                  | 7             |
| IGN                       | 8             |
| Polygon                   | 8             |
| Nintendo Life             | 9             |

Het spel ontving na uitgave overwegend positieve recensies en heeft op verzamelwebsite Metacritic een score van 77%. Men prees de complexiteit en aantrekkingskracht, maar kritiek was er op het beperkte aanbod van inhoud.
In juli 2018 werd bekendgemaakt dat het spel wereldwijd in totaal ruim 2 miljoen keer is verkocht, waarmee het een van de bestverkochte spellen voor de Switch is.